# Muntazar al-Zaydi
Muntaẓar al-Zaydī (in arabo منتظر الزيدي‎?, Muntaẓar al-Zaydī; Baghdad, 12 novembre 1979) è un giornalista iracheno di religione sciita che lavora dal 2005 come reporter per la televisione araba al-Baghdadiyya con base al Cairo dopo essersi laureato in Scienze della Comunicazione all'Università di Baghdad.
È assurto agli onori della cronaca per più episodi strettamente connessi alle vicende dell'Iraq nella Seconda guerra del Golfo.

## Il rapimento e gli arresti
Cresciuto nel distretto Sadr City di Baghdad, Al-Zaydī fu rapito nel centro della capitale, mentre era in servizio, il 16 novembre 2007. Fu rilasciato tre giorni dopo, il 19 novembre 2007, ufficialmente senza pagamento di riscatto.
Il capo redattore della televisione al-Baghdadiyya TV dichiarò che si trattava di "un'azione di una banda criminale, poiché tutti i servizi di Muntaẓer sono moderati e imparziali".
Al-Zaydī è stato anche arrestato due volte dalle forze armate statunitensi in Iraq.

## Il lancio delle scarpe

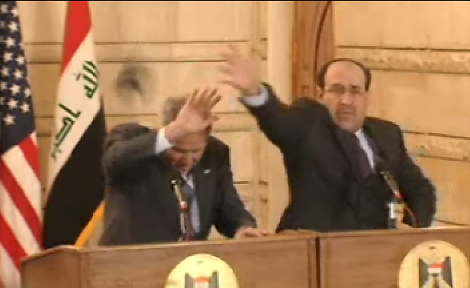
George W. Bush (a sinistra) schiva la scarpa lanciata da Muntaẓar al-Zaydī. A destra, il Primo ministro iracheno Nuri al-Maliki

L'episodio che lo ha reso più famoso, però, è l'aver lanciato entrambe le proprie scarpe al presidente degli Stati Uniti George W. Bush durante una conferenza stampa che questi stava tenendo congiuntamente al primo ministro iracheno Nuri al-Maliki a Baghdad il 14 dicembre 2008.
Il lancio della prima scarpa fu accompagnato dal grido: «Questo è un bacio d'addio da parte del popolo iracheno, cane!», mentre lanciando la seconda gridò: «Questo è per le vedove, gli orfani e tutti quelli che sono stati uccisi in Iraq!»

.
Il gesto va considerato ancor più eclatante se si considera che imporre ad un'altra persona il contatto con le suole delle scarpe è considerata nel mondo arabo e musulmano una delle peggiori offese. Anche il fatto che il presidente statunitense sia stato apostrofato come "cane" ha ulteriormente aggravato l'insulto, poiché si tratta di un animale ritenuto impuro.
Il singolare j'accuse al presidente degli Stati Uniti è stato progettato diversi mesi prima ed è stato preannunciato dal giornalista iracheno ai propri colleghi prima di metterlo in atto.
Il 18 dicembre 2008, provocatoriamente, il quotidiano italiano "Il manifesto" lo ha simbolicamente nominato direttore onorario per un giorno, in occasione dell'uscita di un numero speciale dal costo di 50 euro.
Il 12 marzo 2009 Muntazar al-Zaydi è stato condannato dal tribunale di Baghdad alla pena di 3 anni di carcere per vilipendio a un capo di Stato straniero. Ẓiyāʾ al-Saʿādī, capo del collegio di difesa di al-Zaydi, ha dichiarato che «la sentenza è pesante e non è proporzionata alla legge». Il giornalista iracheno durante il processo ha dichiarato che il suo gesto trae origine da una reazione «naturale», come quella di un «qualsiasi iracheno» di fronte al «sorriso glaciale» di Bush, che egli considera «il maggior responsabile» del milione di morti causati dall'intervento/invasione dell'Iraq.
La pena in seguito è stata ridotta ad un anno in appello e poi ulteriormente a nove mesi per buona condotta. Il giornalista è stato quindi rilasciato il 15 settembre 2009, festeggiato da numerosi sostenitori.
Muntazar al-Zaydi ha rivelato di essere stato sistematicamente torturato nel corso della detenzione e, a dimostrazione, mostrò l'assenza di un suo dente anteriore. Al-Zaydi disse di essere stato bastonato con cavi elettrici e barre di ferro e di essere stato immerso in acqua gelida.